# Frances Gordon
Frances (Florence) Graves, als Suffragette Frances Gordon (* ca. 1874; † in Croydon, London), war eine britische Suffragette, die sich vor dem Ersten Weltkrieg im militanten Flügel der schottischen Frauenwahlrechtsbewegung hervortat und für ihre Aktionen inhaftiert und zwangsernährt wurde.

## Leben
Über Graves Lebensdaten und Familie ist fast nichts bekannt. Lediglich ihre Aktivitäten als Suffragette sind gut dokumentiert. Sie wurde um 1874 als Tochter von James Speed und Charlotte Graves geboren und hatte eine ältere Schwester namens Ada Jane (1870–1918). Die Schwester wurde in Benares, Uttar Pradesh geboren. Beim Zensus 1881 lebte die Familie in Midlothian, Schottland.
Graves nahm den Decknamen „Frances Gordon“ an, als sie begann, sich aktiv für das Frauenwahlrecht einzusetzen. Die Annahme eines Decknamens war bei den Suffragetten verbreitet, entweder um ihre Familien zu schützen oder um der Festnahme durch die Polizei zu entgehen.
Gordon gehörte zu den führenden Mitgliedern des militanten Flügels der schottischen Frauenwahlrechtsbewegung. Am 3. April 1914 brach sie mit anderen in Springhall House, einem Herrenhaus in Lanarkshire, ein, um es in Brand zu setzen. Das Haus war nicht bewohnt, aber ein Hausmeister wurde durch ein Geräusch geweckt und stellte zu seinem Erstaunen fest, dass Gordon im Wohnzimmer war. Der Hausmeister gab zwei Schüsse mit seinem Revolver ab, woraufhin Gordons Begleiterinnen flohen. Es gelang dem Hausmeister, die durch die Schüsse eingeschüchterte Gordon in der Küche einzusperren und die Polizei anzurufen. Als die Polizei eintraf, fand sie Petroleumflaschen, Streichhölzer und Wahlrechtsliteratur. Gordon wurde verhaftet und abgeführt. Im Polizeibericht wurde Gordon als kleine Frau von etwa vierzig Jahren mit einem ausgeprägten englischen Akzent beschrieben. Die Eigentümerin von Springhall House lehnte es ab, Gordon anzuzeigen, aber der Staatsanwalt beschloss, einen für den 22. Juni 1914 anberaumten Prozesstermin wahrzunehmen.
Vor dem High Court in Glasgow wurde Gordon angeklagt, versucht zu haben, das Springhall House in Brand zu setzen. Gordon plädierte auf „nicht schuldig“, und ihre Anwälte versuchten, den Fall aufgrund einer Formalität abzuweisen – Hausfriedensbruch mit der Absicht, ein Feuer zu legen, sei in Schottland kein Verbrechen –, aber der Versuch war erfolglos, und die Geschworenen sprachen sie schuldig. Sie wurde zu einem Jahr Haft verurteilt. Die Glasgow Evening Times, die über den Prozess berichtete, schrieb über Miss Gordon’s Remarkable Speech, als sie das Gericht verließ und den Zuschauerinnen zurief: „Vertraut auf Gott, führt einen ständigen Krieg und kämpft weiter.“ Während die Evening Times nichts von irgendwelchen Unruhen berichtet, wird in den Akten des High Court erwähnt, dass drei Frauen wegen Missachtung des Gerichts angeklagt wurden, weil sie „das Verfahren des Gerichts durch Rufen und Schreien (oder durch das Werfen von Raketen in Richtung der Richterbank) unterbrochen haben“. Die drei Frauen weigerten sich, den Gerichtsbeamten ihre Namen zu nennen.
Gordon wurde zur Verbüßung ihrer Haftstrafe ins Gefängnis von Perth überstellt. Das Perth Prison war ein Gefängnis, in dem Suffragetten unter Führung des Arztes Hugh Ferguson Watson in seiner Funktion als Medical officer to the Scottish Prison Service zwangsernährt wurden. Gordon wurde wie die zur gleichen Zeit dort inhaftierten Arabella Scott und Frances Parker zwangsernährt, nachdem sie in den Hungerstreik getreten waren. Watson hatte erstmalig im Februar 1914 Ethel Moorhead im Calton Gaol dieser Behandlung unterzogen. Den Gefangenen wurde der Mund mit einer Metallvorrichtung offen gehalten, so dass sie mit einem Trichter gefüttert werden konnten, der mit einem vaselinebeschichteten Gummischlauch verbunden war, der durch die Kehle in den Magen geschoben wurde. Die Mischung enthielt Eier, gesüßte Milch und Fleischsaft. In ihrer Autobiografie beschreibt Scott, wie ein Zwangsernährungsrohr in ihren Magen getrieben wurde, während Stücke ihrer gebrochenen Zähne mit Blut in ihrem Mund herumschwammen. Als sie nach dem Entfernen der Sonde erbrach, schrie Watson sie an: „Das hast du absichtlich gemacht.“ Parker und Gordon behaupteten auch, dass bei dieser Zwangsernährung versucht wurde, sie durch das Rektum und die Vagina zu ernähren, was zu schweren Schäden führte. Christabel Pankhurst reagierte scharf und verurteilte diese Nachricht: „Sie ohne ihre Zustimmung dieser Behandlung zu unterziehen, war ein Akt der Gewalt und Unanständigkeit seitens der Behörden, der nicht toleriert werden kann und wird.“
Von Moorheads früherer Behandlung alarmiert organisierte die Women’s Social and Political Union (WSPU) eine Reihe von Protestveranstaltungen in Perth, um die Frauen zu unterstützen, indem sie Streikposten vor dem Gefängnis aufstellte, Hymnen sang und Unterstützung durch ein Megaphon rief.
Gordon wurde mit einer Nasensonde ernährt und bekam dreimal täglich Injektionen in den Darm. Am 26. Juni 1914 teilte Watson, ein „ehrgeiziger medizinischer Offizier, der sich freiwillig gemeldet hatte, um Frauen im Hungerstreik zwangszuernähren“, dem Gefängnisleiter von Perth Prison mit, dass Gordon ein „äußerst neurotisches und hysterisches Temperament“ habe. Seit er ihr mitgeteilt habe, dass er den Befehl habe, sie zu füttern, leide sie unter „mehr oder weniger nervösen Anfällen“. Selbst im Schlaf spräche Gordon „viel über Schläuche und Fütterung“. Sie hatte ein sehr enges Zwerchfell und einen sehr engen Nasengang und hatte „große Schwierigkeiten beim Atmen, nachdem die Sonde eingeführt wurde“. Da Gordon so viel Nahrung wieder erbrach, beschloss Watson ab dem 30. Juni sie zusätzlich zur Nahrung aus der Nasensonde auch rektal durch Nährstoffeinläufe zu ernähren. Zunächst war er mit den Ergebnissen zufrieden, doch am 3. Juli stellte er fest, dass „der Zustand der Gefangenen nun besorgniserregend zu werden beginnt“. Gordons Temperatur sank auf 35,8 Grad Celsius und ihr Puls war manchmal kaum noch zu spüren. Das Wissen, dass saubere Ernährungsschläuche nicht immer zur Verfügung standen und dass gebrauchte Schläuche möglicherweise innen schmutzig waren oder zuvor für kranke oder geistig verwirrte Insassen verwendet worden waren, mag Gordons Leidensdruck und die lautstarke Verurteilung durch ihre Mitstreiterinnen noch verstärkt haben.
Als Gordons „Behandlung“ bekannt wurde, war Watson fassungslos über die Wut, die sie bei anderen auslöste. In der offiziellen Watchlist ist zur ihr verzeichnet: Replies to questions on forcible feeding have been registered. Am 26. Juni 1914 schrieb Janie Allan an die Gefängnisbehörden, dass der Brand der Whitekirk Parish Church in der Nähe von Edinburgh auf die Behandlung von Moorhead zurückzuführen sei, und wenn Scott und Gordon zwangsernährt würden, würden beim bevorstehenden königlichen Besuch in Schottland katastrophale Proteste drohen. Allan schrieb in einem weiteren, ähnlichen Brief, dass „es viele Frauen gibt, die vor sechs Monaten nicht bereit waren, etwas gewaltsam zu unternehmen, die aber heute nicht zögern würden“. Folglich würde es bei der geplanten Schottlandreise des Königspaares Mitte Juli zu Protesten kommen, „die zwar bedauerlich wären, aber diejenigen, die wissen, wie groß die Abneigung gegen Zwangsernährung ist, würden sich über solche Vorfälle nicht wundern“. Die Behörden erwägten, ob gegen Allan wegen ihrer verschleierten Drohungen etwas unternommen werden könne, doch der Leiter der Staatsanwaltschaft riet davon ab.
Christabel Pankhurst ging in ihrer Verurteilung noch weiter:

„This women-torturing government composed, not of men, but surely of devils! [Forcible feeding represented] all the barbarity, all the blind, brute force upon which the subjection of women depends […] it is the opposition to Votes for Women.“

„Diese frauenquälende Regierung besteht nicht aus Männern, sondern ganz sicher aus Teufeln! Sie [die Zwangsernährung] repräsentiert die ganze Barbarei, die ganze blinde, rohe Gewalt, von der die Unterwerfung der Frauen abhängt […] sie ist die Opposition gegen das Frauenwahlrecht.“

Am 3. Juli 1914 wurde Gordon nach dem sogenannten Cat and Mouse Act aus dem Gefängnis temporär entlassen und nach Glasgow gebracht. Dort wurde sie von Ärztin und Unterstützerin Mabel Jones untersucht.
Die Glasgow Evening Times berichtete über den Fall und zitierte aus dem medizinischen Gutachten, das Jones erstellt hatte:

„„I saw her [Miss. Gordon] at midnight on July 3. Her appearance was appalling, like a famine victim: the skin brown, her face bones standing out, her eyes half shut, her voice a whisper, her hands quite cold, her pulse a thread, her wrist joints slightly swollen, stiff, and painful, the breath most offensive, and the contents of the bowel beyond control.“ Reduced to the nearest point of death possible. Such treatment is barbarous and it is performed by civilised men because of a political offence, on women. Is it possible for the race to fall any lower? I don't think so.“

„„Ich sah sie [Miss Gordon] am 3. Juli um Mitternacht. Ihr Aussehen war entsetzlich, wie das eines Hungeropfers: die Haut braun, die Gesichtsknochen standen hervor, die Augen halb geschlossen, die Stimme ein Flüstern, die Hände ganz kalt, der Puls ein Faden, die Handgelenke leicht geschwollen, steif und schmerzhaft, der Atem höchst unangenehm und der Darminhalt unkontrollierbar.“ Sie stand knapp vor dem Tod. Eine solche Behandlung ist barbarisch, und sie wird von zivilisierten Männern wegen eines politischen Vergehens an Frauen durchgeführt. Ist es möglich, dass die Menschheit noch tiefer fällt? Ich glaube nicht.“

Am 16. Juli 1914 stellten die Abgeordneten Hugh Cecil, John Pratt und Maurice Healy im Unterhaus Fragen zur Behandlung von Frances Gordon. Der damalige Minister für Schottland, Thomas McKinnon Wood, antwortete:

„On admission she was at once put to bed and treated as a sick prisoner. Her condition required the administration of enemata, and I have no reason to doubt that in the circumstances the doctor treated her case properly and humanely. The doctor states that there was very little difference in her appearance when she was discharged...that she made no complaint of pain; that she was able to converse, and did converse freely with the doctor's assistant who accompanied her on the journey to Glasgow; that it is true that the breath was offensive, but that it had been offensive from the date of admission; and that generally the statement as to her condition is exaggerated.“

„Bei der Einlieferung wurde sie sofort ins Bett gelegt und wie eine kranke Gefangene behandelt. Ihr Zustand erforderte die Verabreichung von Einläufen, und ich habe keinen Grund, daran zu zweifeln, dass der Arzt ihren Fall unter den gegebenen Umständen angemessen und menschlich behandelt hat. Der Arzt stellt fest, dass sie bei ihrer Entlassung kaum anders aussah, dass sie nicht über Schmerzen klagte, dass sie sich mit dem Arzthelfer, der sie auf der Reise nach Glasgow begleitete, frei unterhalten konnte und dies auch tat, dass ihr Atem zwar unangenehm war, aber schon bei der Einlieferung unangenehm gewesen war, und dass die Angaben über ihren Zustand im Allgemeinen übertrieben sind.“

Cecil fragte McKinnon Wood, ob er sich bei seiner Antwort ausschließlich von der Meinung des Arztes, dessen Handeln infrage gestellt wird, leiten lasse oder ob er eine unabhängige Meinung eingeholt habe. Die Antwort war:

„I must be guided by the report of the medical officer who was responsible for this matter […] the reason [that these women prisoners have in all recent cases been sent to Perth prison] is that we have there doctors who are accustomed to deal with those cases and are thoroughly skilled […] I think the only thing I can add to what I have said already in the reply which dealt with most of the details of the woman's condition, is to say that she was able to walk to the cab and from the cab to the railway station, and in the railway train she was able to sit up and, as the doctor puts it, admire the scenery' “

„Ich muss mich auf den Bericht des für diese Angelegenheit zuständigen Arztes stützen […] Der Grund [dass diese weiblichen Gefangenen in allen Fällen der letzten Zeit in das Gefängnis von Perth geschickt wurden] ist, dass wir dort Ärzte haben, die es gewohnt sind, mit solchen Fällen umzugehen, und die gründlich ausgebildet sind […] Ich glaube, das Einzige, was ich zu dem, was ich bereits in der Antwort gesagt habe, die sich mit den meisten Einzelheiten des Zustands der Frau befasst hat, hinzufügen kann, ist, dass sie in der Lage war, zum Taxi und vom Taxi zum Bahnhof zu gehen, und im Zug konnte sie sich aufsetzen und, wie der Arzt sagt, die Landschaft bewundern“

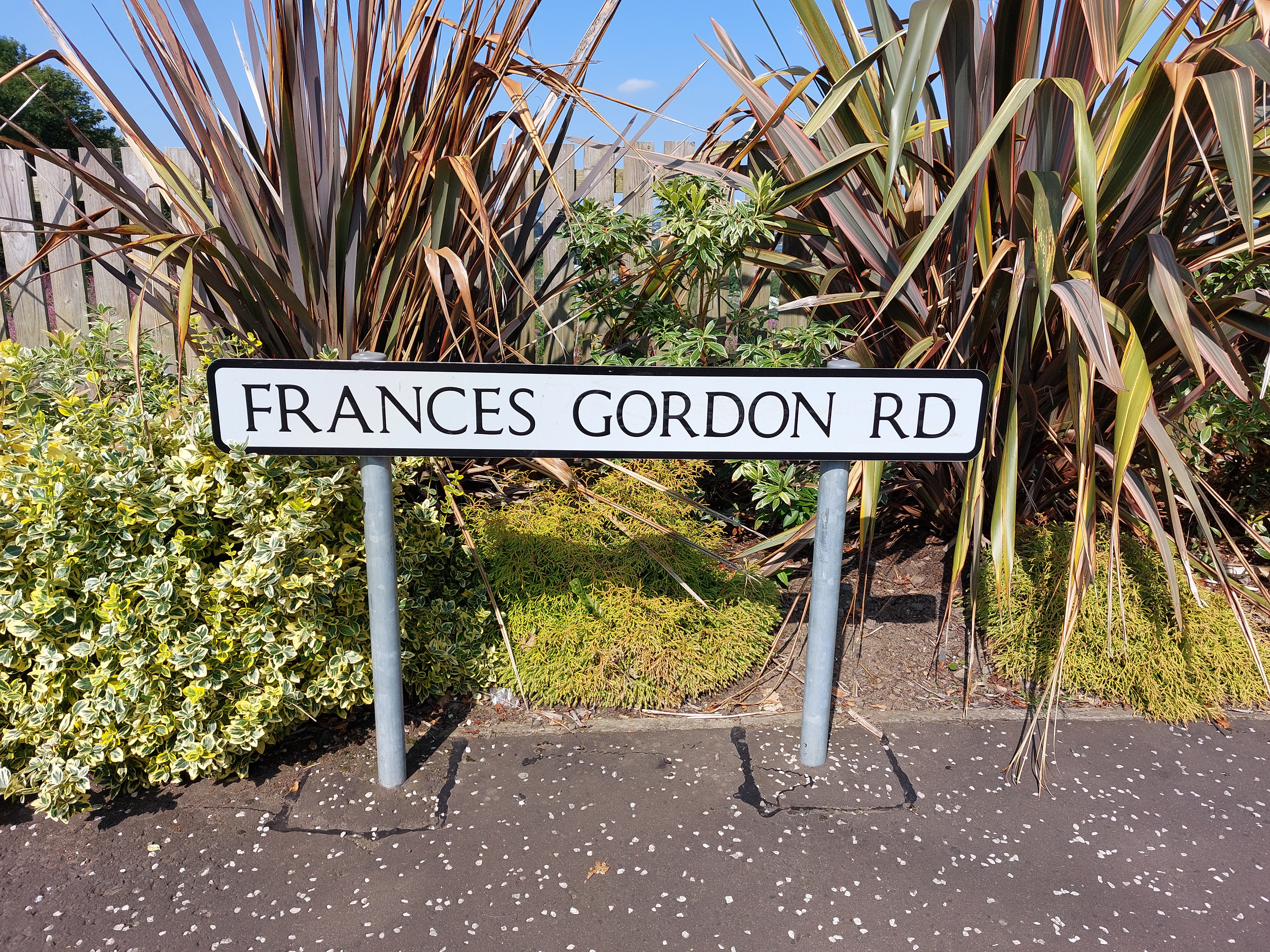
Frances Gordon Road in Perth, Scotland

Gordon wurde wie andere Suffragetten, die im Gefängnis in Hungerstreik getreten waren, von der WSPU mit der sogenannten „Hungerstreik-Medaille“ For Valour ausgezeichnet.
Im Juni 1914 hatte der Erste Weltkrieg begonnen und am 4. August erklärte das Vereinigte Königreich Deutschland den Krieg. Die WSPU kündigte einen Waffenstillstand bei militanten Aktionen an, und der Staatssekretär von Schottland kündigte am 10. August die Minderung aller in schottischen Gerichten verhängten Suffragettenstrafen an, einschließlich Gordons. Über ihr weiteres Schicksal ist nichts bekannt.
Die Geschichte der vier Suffragetten, die im Gefängnis von Perth inhaftiert waren, neben Gordon Arabella Scott, Maude Edwards und Frances Parker, und des Arztes Ferguson Watson, der sie zwangsernährte, wurde von Ajay Close in ein Theaterstück mit dem Titel Cat and Mouse verarbeitet.
Im Jahr 2014 wurde eine öffentliche Straße in Perth, die Frances Gordon Road, nach ihr benannt. Eine angrenzende Straße wurde Ethel Moorhead Place benannt.